# Akureyrarkaupstaður
Akureyrarkaupstaður – gmina w północnej Islandii, w regionie Norðurland eystra, obejmująca miasto Akureyri oraz zlewnię rzeki Glerá. Położona jest w południowo-zachodniej części półwyspu Tröllaskagi, na południowo-zachodnim wybrzeżu fiordu Eyjafjörður. W skład gminy wchodzą dwie wyspy: położona w północnej części fiordu Eyjafjörður, około 35 km na północ od Akureyri, wyspa Hrísey oraz położona na Oceanie Arktycznym około 40 km od wybrzeża Islandii wyspa Grímsey.

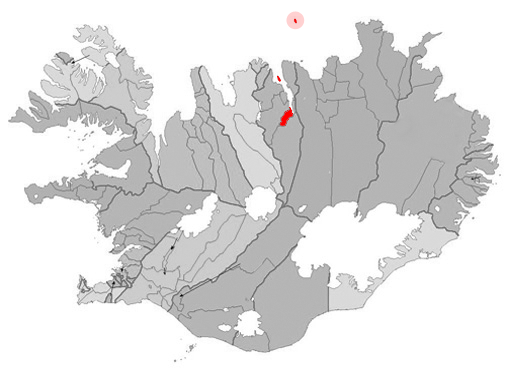
Położenie gminy Akureyrarkaupstaður na mapie administracyjnej kraju

W 2004 roku do gminy Akureyrarkaupstaður włączono gminę Hríseyjarhreppur, a w 2009 roku Grímseyjarhreppur.
Gmina Akureyrarkaupstaður stanowi czwartą pod względem liczby ludności gminę w kraju, największą poza regionem stołecznym. Zamieszkiwało ją 18,8 tys. mieszk. (2018), z tego zdecydowana większość w Akureyri (18,5 tys.), a pozostała część populacji na dwóch wyspach wchodzących w skład gminy - 151 osób na Hrísey, 61 na Grímsey. 
Przez miasto Akureyri przebiega droga krajowa nr 1. Gminę obsługuje port lotniczy Akureyri, jeden z większych lotnisk w kraju. Na dwie wyspy wchodzące w skład gminy można dopłynąć promami z Dalvík.